# Mariahilf (Kołomyja)
Mariahilf (ukr. Маріагільф) – dawniej samodzielna wieś, obecnie w granicach Kołomyi na Ukrainie, w jej ekstremalnie północno-zachodniej części. Rozpościera się wzdłuż dolnej częśći ulicy Aleksiego Dobosza, równolegle do Kołomyjki, w kierunku na Rakowczyk.
Znajduje się tu Kołomyjski Cmentarz Komunalny

## Historia
Mariahilf to kolonia niemiecka ustanowiona pod zaborem austriackim, gdzie tworzyła gminę jednostkową w powiecie kołomyjskim, liczącą w 1854 roku 286 mieszkańców. W 1880 roku Mariahilf liczył 242 mieszkańców. Następnie gminę zniesiono, włączając ją do Kołomyi jako przedmieście. Znajdowała się tu kapelania rzymsko-katolicka, erygowana w 1853, z kościołem murowanym, poświęconym w 1857. Do kapelanii należały Diatkowce, Iwanowce, Kamioneczki Małe z Dobrowódką, Majdanik Pograniczny, Przedmieście Nadwórniańskie, Rakowczyk, Sadzawka, Słobódka Leśna, Szeparowce i Tłumaczyk. W obrębie kapelanii Mariahilf było w 1881 roku 1172 katolików i 287 żydów. Znajdowała się tu szkoła filialna.